# Alcohol You
Alcohol You è un singolo della cantante rumena Roxen, pubblicato il 21 febbraio 2020 su etichetta discografica Global Records.
Dopo aver vinto la Selecția Națională 2020 avrebbe dovuto rappresentare la Romania all'Eurovision Song Contest 2020, prima che l'evento venisse cancellato a causa della pandemia di COVID-19.

## Pubblicazione e composizione
Il brano è stato scritto in inglese da Ionuț Armaș e Breyan Isaac, mentre le musiche sono state composte da Armaș stesso e Viky Red, che ne è anche il produttore discografico.
Dopo la vittoria alla Selecția Națională 2020 il brano è stato leggermente modificato e la versione definitiva, designata per la partecipazione all'Eurovision Song contest 2020, è stata pubblicata il 10 marzo 2020. Il 4 aprile è stato inoltre pubblicato un remix ad opera del gruppo di produttori Soundland.

## Descrizione
La melodia si presenta come una ballata drammatica ed è stata accostata da alcuni fan site della manifestazione europea allo stile della cantautrice statunitense Billie Eilish. Il testo parla di tristezza e disperazione ma anche di speranza e della vittoria sulla propria fragilità e insicurezza. L'emittente televisiva rumena TVR l'ha definita un "inno di amore universale".
Il titolo del brano "Alcohol You" è in realtà un gioco di parole foneticamente corrispondente alle parole "I'll call you" ossia "Io ti chiamerò" e non ha un significato letterale.
I do it 'cause you're not around

This pain's the only thing that I can't refuse

They warned me but I think it's only fake news»
Lo faccio perché non sei qui

Questo dolore è l'unica cosa che non posso rifiutare

Mi avevano avvertito ma penso che siano solo notizie false»

## All'Eurovision Song Contest
Dopo aver selezionato internamente Roxen come rappresentante della Romania all'Eurovision Song Contest 2020, TVR ha deciso di organizzare nuovamente la Selecția Națională per scegliere il brano tra le cinque proposte presentate. Nell'unica serata della selezione, giuria e televoto hanno incoronato Alcohol You come brano vincitore.
Successivamente è stato rivelato che la Romania si sarebbe dovuta esibire al 16º posto nella prima semifinale, prima che l'evento venisse cancellato a causa della pandemia di COVID-19.

## Tracce
Download digitale, streaming
1. Alcohol You – 2:55

Download digitale (Soundland Remix)
1. Alcohol You (Soundland Remix) – 3:08